# Anomala tenimbrica
Anomala tenimbrica är en skalbaggsart som beskrevs av Ohaus 1936. Anomala tenimbrica ingår i släktet Anomala och familjen Rutelidae. Inga underarter finns listade i Catalogue of Life.